# 通津美が浦公園
通津美が浦公園（つづみがうらこうえん）は、山口県岩国市南部の通津地区にある都市公園（地区公園）である。瀬戸内海に面し、園内に海水浴場（通津海水浴場）、アスレチック広場などがある。

## アクセス
- 西日本旅客鉄道 山陽本線通津駅から国道188号を北上。車で3分、徒歩15分程度。
- 西日本旅客鉄道 山陽本線岩国駅から通津方面行バスでおよそ30分。浪の浦バス停で下車し、徒歩5分程度。